# Dinara Säduaqassowa
Dinara Ramasanqysy Säduaqassowa (kasachisch Динара Рамазанқызы Сәдуақасова; * 31. Oktober 1996 in Aqmola) ist eine kasachische Schachspielerin.

## Schachkarriere
Dinara Säduaqassowa gewann zweimal die Jugendweltmeisterschaften im Schach: 2010 in der Altersklasse U14 weiblich, 2014 in der Altersklasse U18 weiblich.
Bei der Schacholympiade 2012 in Istanbul war sie mit 15 Jahren die jüngste Spielerin. Ihre Leistungen dort führten dazu, dass sie den Titel eines Schachgroßmeisters der Frauen (Woman Grand Master) erhielt. Im Jahr darauf belegte sie bei den Moscow Open den geteilten ersten Platz.
Säduaqassowa spielte bei insgesamt fünf Schacholympiaden der Frauen in der kasachischen Nationalmannschaft (2008, 2010, 2012, 2014 und 2018), wobei das Team 2014 den sechsten Platz belegte. 2013 und 2015 war sie Teil des Teams bei den Schach-Mannschaftsweltmeisterschaften, sowie 2012, 2014 und 2016 bei den Asiatischen Mannschaftswettbewerben der Frauen, wo das kasachische Team 2016 in Abu Dhabi die Bronzemedaille gewann. Sie nahm auch mit einer Nationalmannschaft an der Weltjugend-Schacholympiade 2011 für unter 16-Jährige teil. 2015 spielte Säduaqassowa für das mazedonische Team „Gambit Asseco SEE“, das die Silbermedaille beim European Club Cup der Frauen in Skopje gewann.
Im August 2016 gewann Säduaqassowa die Juniorinnenweltmeisterschaft im Schach in Bhubaneswar, Indien. 2017 nahm sie an der Schachweltmeisterschaft der Frauen teil, schied jedoch in der zweiten Runde gegen D. Harika aus. Im gleichen Jahr erhielt sie den Titel eines Internationalen Meisters.
Im Oktober 2019 erreichte sie bei ihrer Teilnahme am Grand Swiss Tournament 2019 mit einer Elo-Leistung von 2650 ihre erste Großmeister-Norm. Im Januar 2020 erreichte sie mit 2519 ihre höchste Elo-Zahl. Im März 2024 lag sie mit einer Elo-Zahl von 2435 auf Platz 35 der Frauen-Weltrangliste.

## Aktivitäten
Im November 2017 wurde Säduaqassowa UNICEF Goodwill Ambassador in Kasachstan.